# Umetna inteligenca
Umetna inteligenca (kratica: UI, ang. Artificial Intelligence, AI), včasih tudi umetni um ali strojna inteligenca, je nasprotje »naravni« inteligenci ljudi in drugih živih bitji. Računalniška znanost opredeljuje umetno inteligenco kot proučevanje inteligentnih agentov oziroma naprav, ki zaznavajo svoje okolje in nanj odzivajo na tak način, da dosežejo svoj cilj.

## Definicija umetne inteligence
Obstaja mnogo definicij za umetno inteligenco. Definicija Evropskega parlamenta se glasi: »Umetna inteligenca je sposobnost stroja, da posnema človeške sposobnosti, kot sta logično razmišljanje, učenje, načrtovanje in ustvarjalnost.« Kaplan in Haenlein opredeljujeta UI kot zmožnost sistema, da pravilno tolmači zunanje podatke, da se iz njih uči in tako dosega zadane cilje. Pogovorno se izraz »umetna inteligenca« uporablja za posnemanje miselnih postopkov človeškega uma, kot sta učenje in reševanje problemov.
Obseg umetne inteligence je sporen, saj z njenim napredkom iz definicije odstranjujejo vse, kar je doseglo nivo rutine. Teslarjev teorem pravi: »UI je vse, kar še ni rešeno«. Tako je optično prepoznavanje znakov pogosto izločeno iz seznama tem umetne inteligence, saj je že postalo rutinsko. Pod sodobno UI med drugim razvrščamo razumevanje človeškega govora, igranje miselnih iger, kot sta šah in go na vrhunski ravni, avtonomno vožnja vozil in usmerjanje prometa v omrežjih in realistične simulacije.
Kaplan in Haenlein v literaturi sistemov za upravljanje delita UI v tri sklope:
- Analitična UI obravnava samo lastnosti skladne s kognitivno inteligenco, ustvarja kognitivno sliko sveta in uporablja za odločanje uporablja znanje pridobljeno iz izkušenj.
- Od človeka navdihnjena UI vsebuje elemente kognitivne in emocionalne inteligence, razume človeška čustva in jih upošteva pri odločanju.
- Počlovečena UI kaže značilnosti vsemogočih vrst kompetenc (tj. kognitivno, čustveno in socialno inteligenco), sposobna je samozavesti v interakcijah z okoljem.

Nekateri problemi, ki jih lahko rešuje UI, so:
- logično sklepanje, reševanje problemov
- reprezentacija znanja
- načrtovanje in sprejemanje odločitev
- strojno učenje
- obdelava naravnega jezika
- strojno zaznavanje
- socialna umetna inteligenca
- splošna umetna inteligenca

## Razvoj in zgodovina umetne inteligence
Umetna inteligenca je postala akademska disciplina leta 1956, od takrat pa je doživela več valov optimizma, ki so jim sledila razočaranja in izguba finančnih sredstev (znana kot »zima UI«); kasneje so prišli na dan novi pristopi, uspeh in obnovljeno financiranje. Večino svoje zgodovine se je raziskovanje UI delilo na področja, ki pogosto ne komunicirajo med seboj. Ta področja temeljijo na tehničnih vidikih, kot so posebni cilji (npr. robotika ali strojno učenje), uporaba določenih orodij (logika ali umetne nevronske mreže) ali resne filozofske razlike. Področja so temeljila tudi na socialnih dejavnikih (posamezne institucije ali delo določenih raziskovalcev).
Tradicionalni problemi (ali cilji) raziskav umetne inteligence vključujejo sklepanje, predstavitev znanja, načrtovanje, učenje, obdelavo naravnega jezika, zaznavanje in sposobnost premikati predmete in ravnati z njimi. Splošna inteligenca je med dolgoročnimi cilji. Pristopi vključujejo statistične metode, računalniško inteligenco in tradicionalno simbolično umetno inteligenco. V UI se uporabljajo številna orodja, tako različice iskanja in matematične optimizacije, umetne nevronske mreže in metode, ki temeljijo na statistiki, verjetnosti in ekonomiji. Področje UI bogatijo metode in sredstva, ki jih poznamo v računalništvu, informacijskem inženirstvu, matematiki, psihologiji, jezikoslovju, filozofiji in mnogih drugih področjih. 
Temelj področja je bila prvotno trditev, da je človeško inteligenco »mogoče tako natančno opisati, da je mogoče izdelati stroj, ki jo simulira«. To postavlja filozofske argumente o naravi uma in etiki ustvarjanja umetnih bitij, obdarjenih s človeško podobno inteligenco, vprašanja, ki so jedro mitov, fikcije in filozofije že od antike. Nekateri ljudje tudi menijo, da je UI nevarna za človeštvo, če bo neovirano napredovala. Drugi verjamejo, da človek z UI, drugače kot pri prejšnjih tehnoloških revolucijah, tvega množično brezposelnost.
V enaindvajsetem stoletju so tehnike umetne inteligence doživele ponovno oživljanje ob sočasnem napredovanju računalniških sposobnosti, velikih količin podatkov in teoretičnem razumevanju; tehnike umetne inteligence so postale bistveni del tehnološke industrije, saj pomagajo rešiti številne izzive v računalništvu, programskem inženirstvu in operacijskih raziskavah.

## Področja umetne inteligence
Obstajajo vsaj štiri področja:
1. vizualna inteligenca (prepoznavanje oblik, obrazov, prstnih odtisov ...)
2. govorna inteligenca (prepoznavanje govora, sinteza govora ...)
3. manipulativna inteligenca (nadzor gibanja robotske roke, nadzor nožnih mehanizmov ...)
4. racionalna inteligenca (ekspertni sistemi, zbirke podatkov ...)

### Nekatera podpodročja UI
- Strojno učenje -  postopki izdelave modelov, ki se jih na podlagi statističnih metod skozi postopek učenja lahko prilagodi za reševanje različnih nalog
- Nevronske mreže - modeli v strojnem učenju, izdelani po vzoru bioloških nevronskih mrež
- Ekspertni sistemi - sistemi za pomoč pri odločanju
- Računalniški vid - sistemi, ki računalnikom omogočajo videti objekte
- Metode KDD in DM - KDD = pridobivanje znanja iz podatkov (angleško knowledge discovery in databases); DM = rudarjenje po podatkih (angleško data mining)
- Avtomatsko programiranje - ustvarjanje programske kode
- Inteligentni sistemi - zaznavajo okolje in samostojno ukrepajo za doseganje ciljev oz. izboljšajo svojo uspešnost s pomočjo tehnik strojnega učenja
- Jezikovne tehnologije - orodja za obdelavo naravnih besedil, prepoznavanje govora, prevajanje iz enega jezika v drugega, pisanje besedila na osnovi govora

## Cilji umetne inteligence
- Razumeti principe inteligence - da bi bolje razumeli človeka
- Inteligentno obnašanje računalnikov - da bi povečali uporabnost računalnikov
- Racionalnost novih sistemov UI, da bi lahko sami razložili kako so prišli do odgovora, ter izpostavili njihove prednosti in slabosti (npr. pristranost). Potrebne bodo nove tehnike učenja naprav, s katerimi bodo lahko naprave svoje odločitve utemeljile z neko uporabno razlago za končnega uporabnika.

## Tehnike umetne inteligence
V grobem se delijo:
1. Optimizacija (hevristika, evolucijski algoritmi)
2. Logično sklepanje (dokazovanje, dedukcija)
3. Aproksimacija (v kopici podatkov poiskati splošna pravila)

## Uporaba umetne inteligence
Naštejmo le nekaj najbolj znanih primerov:
1. Program »Chinook« svetovni prvak v dami.
2. Razni internetni iskalniki.(Google, Yahoo, Najdi.si,...)
3. Šahovski program »Deep blue«, ki je leta 1997 premagal Garija Kasparova.
4. Strojno prevajanje naravnih jezikov, na primer GOOGLE Translate.
5. Prepoznavanje pisave, govora, prstnih odtisov, obrazov, glasu ...
6. Napovedovanje vremena, dobička, prodaje ...
7. Videoigre. Igra se izboljšuje med igranjem.
8. Umetna inteligenca na trgu dela

### Splošno
- Programming:AI @ Wikibooks.org
- University of Berkeley AI Resources povezave na več 100 WWW strani o UI
- Loebner Prize website Arhivirano 2010-12-30 na Wayback Machine.
- Jabberwacky - a learning AI chatterbot Arhivirano 2005-04-11 na Wayback Machine.
- AIWiki - wiki posvečen UI.
- AI web category on Open Directory Arhivirano 2008-05-27 na Wayback Machine.
- Mindpixel * OpenMind CommonSense »Učenje računalnikov vsega kar vemo"
- Artificially Intelligent Ouija Board Arhivirano 2005-05-19 na Wayback Machine. - primer človeku podobne UI
- Heuristics and AI in finance and investment
- SourceForge Open Source AI projects Arhivirano 2008-12-19 na Wayback Machine. - čez 1000 projektov
- Ethical and Social Implications of AI en Computerization
- AI algorithm implementations and demonstrations
- Artificial Intelligence in a nutshell
- Marvin Minsky's Homepage
- MIT's AI Lab
- AI Lab Zurich Arhivirano 2005-06-04 na Wayback Machine.
- School of Informatics at the University of Edinburgh
- Informatics Department at the University of Sussex
- AI research group at Information Sciences Institute Arhivirano 2006-02-16 na Wayback Machine.
- Why Programming is a Good Medium for Expressing Poorly Understood and Sloppily Formulated Ideas
- aiKnow: Cognitive Artificial Intelligence Arhivirano 2016-10-21 na Wayback Machine.
- What is Artificial Intelligence?
- Stanford Encyclopedia of Philosophy entry on Logic and Artificial Intelligence
- Mental Matrixes, Parallel Logic
- AI Search Engine Arhivirano 2005-10-26 na Wayback Machine.

### Organizacije, povezane z UI
- Raziskovalne skupine, ki po podatkih SICRIS delujejo na področju umetne inteligence v Sloveniji
- AI Consortium Arhivirano 2005-11-19 na Wayback Machine.
- American Association for Artificial Intelligence
- European Coordinating Committee for Artificial Intelligence
- The Association for Computational Linguistics Arhivirano 2005-09-23 na Wayback Machine.
- Artificial Intelligence Student Union
- German Research Center for Artificial Intelligence, DFKI GmbH
- Association for Uncertainty in Artificial Intelligence
- Singularity Institute for Artificial Intelligence Arhivirano 2005-09-16 na Wayback Machine.
- The Society for the Study of Artificial Intelligence and the Simulation of Behaviour (United Kingdom)
- AGIRI - Artificial General Intelligence Research Institute